# Saint-Germain-sur-Renon
Saint-Germain-sur-Renon es una comuna francesa del departamento de Ain, en la región de Auvernia-Ródano-Alpes.

## Demografía
| 190 | 177 | 148 | 152 | 190 | 215 | 240 | 230 |
| Para los censos de 1962 a 1999 la población legal corresponde a la población sin duplicidades (Fuente: INSEE [Consultar]) |     |     |     |     |     |     |     |